# Półprzewodnikowe nanokryształy rdzeń-otoczka

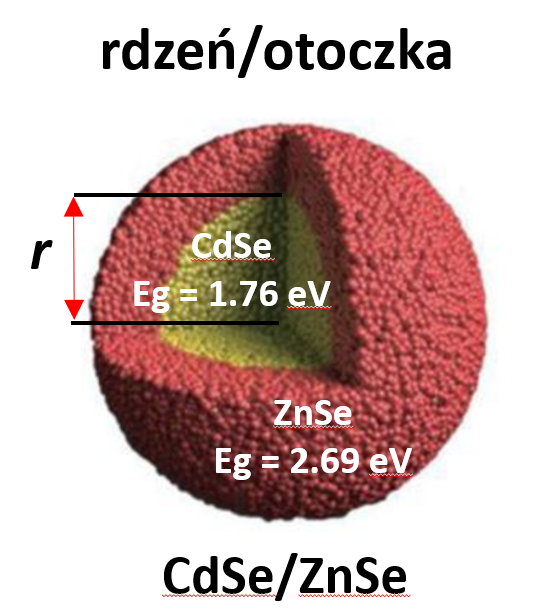
Rys. 1 Schemat budowy nanokryształu rdzeń - otoczka CdSe/ZnSe

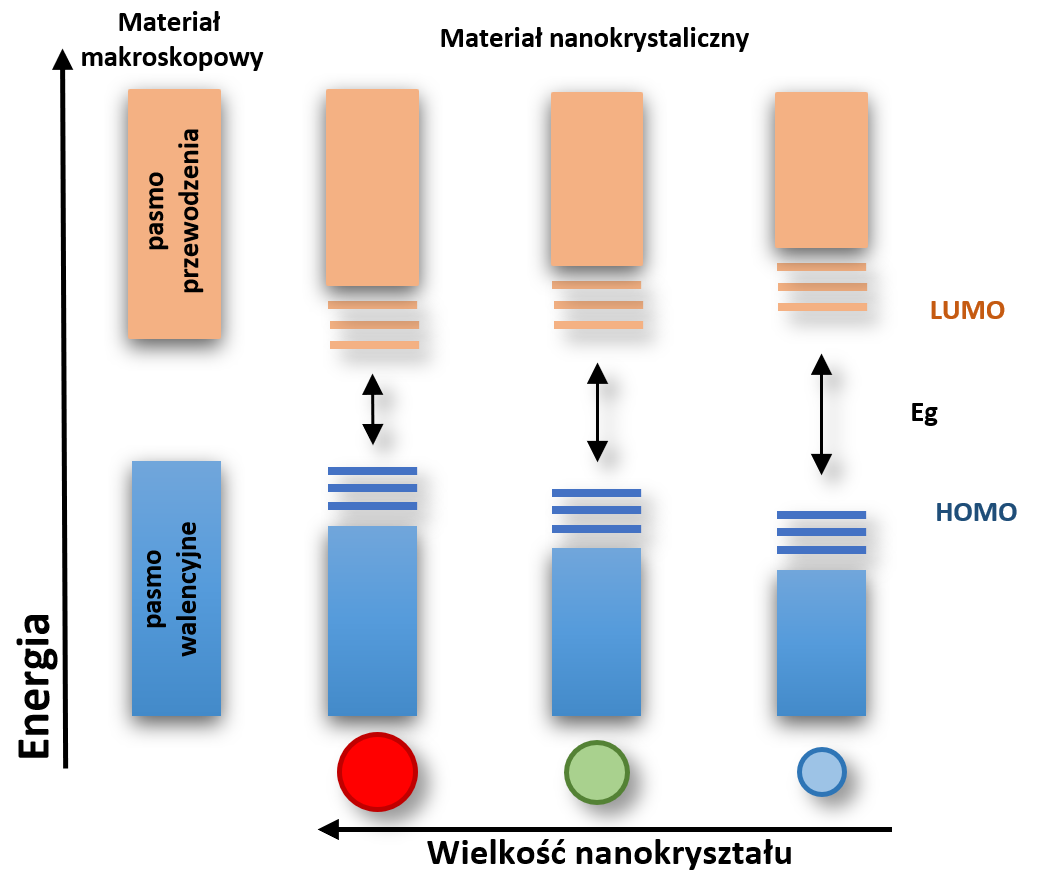
Rys. 2 Schematyczne przedstawienie wpływu efektu uwięzienia kwantowego na położenia poziomów energetycznych w nanokryształach półprzewodników

Półprzewodnikowe nanokryształy rdzeń-otoczka – krystaliczne nanocząstki, najczęściej o budowie sferycznej, złożone z dwóch nieorganicznych półprzewodników, tworzących rdzeń i otoczkę układu. Nanokryształy nieorganicznych półprzewodników charakteryzują się intensywną luminescencją, w odróżnieniu od półprzewodników makrokrystalicznych. Natomiast połączenie dwóch nieorganicznych półprzewodników w jednej nanostrukturze pozwala na kontrolę koloru luminescencji w szerokim zakresie, wykraczającym często poza zakres widzialny widma, przy maksymalnym zwiększeniu wydajności kwantowej luminescencji.
Cechą charakterystyczną każdego półprzewodnika jest przerwa energetyczna, która jest różna dla materiałów makrokrystalicznych i nanokrystalicznych. Dzięki efektowi uwięzienia kwantowego, zmniejszając rozmiar nanokryształu poniżej wartości promienia Bohra ekscytonu, (parametru zależnego przede wszystkim od struktury nieorganicznego półprzewodnika) obserwuje się stopniowe zwiększenie przerwy energetycznej. Praktycznie relatywnie mała przerwa energetyczna makromateriału półprzewodnikowego i duży promień Bohra ekscytonu pozwala na kontrolę przerwy energetycznej w szerokim zakresie.
W wyniku absorpcji promieniowania przez nanokryształ następuje przejście elektronu z pasma walencyjnego do pasma przewodzenia i powstanie sprzężonej pary elektron-dziura, zwanej ekscytonem. Promieniste przejście elektronu z pasma przewodzenia do pasma walencyjnego wiąże się z emisją fotonu (luminescencją) o określonej energii. Zmiana przerwy energetycznej nanomateriału półprzewodnikowego przekłada się na zmianę koloru luminescencji. Jednak nanokryształy większości nieorganicznych półprzewodników ze względu na obecność defektów powierzchni charakteryzują się niewielką wydajnością kwantową luminescencji. Wprowadzenie warstwy drugiego półprzewodnika (otoczki) na nanokrystaliczny rdzeń redukuje defekty powierzchniowe, co przekłada się na wzrost wydajności kwantowej.
Warunkiem otrzymania nanokryształów o budowie rdzeń/otoczka jest podobieństwo sieci krystalicznej obu półprzewodników. Natomiast ze względu na wzajemne położenie pasma walencyjnego i pasma przewodnictwa wybranych nieorganicznych półprzewodników tworzących nanokrystaliczny rdzeń i otoczkę, wyróżnia się trzy typy tego rodzaju układów/otoczka.

## Klasyfikacja nanokryształów półprzewodnikowych rdzeń-powłoka

### Typ I

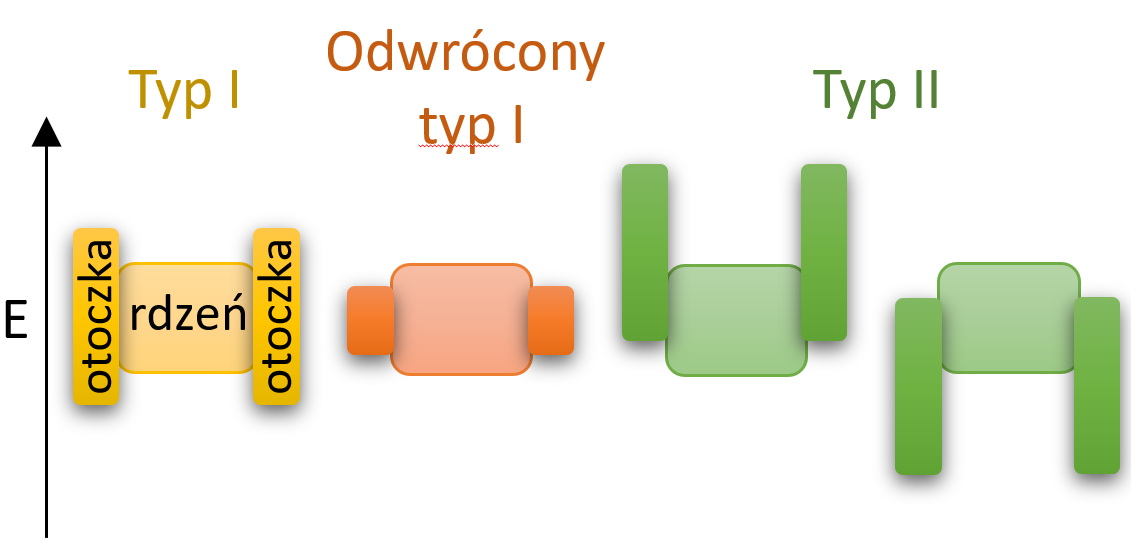
Rys. 3 Położenie poziomów energetycznych w układzie rdzeń-otoczka. Prostokąty przedstawiają szerokość i położenie przerwy energii wzbronionych

Dla nanokryształów typu I przerwa energetyczna rdzenia jest znacznie mniejsza niż otoczki, natomiast pasmo walencyjne i pasmo przewodnictwa otoczki znajdują odpowiednio poniżej i powyżej odpowiednich pasm rdzenia. W takim układzie tworzące się ekscytony uwięzione są w rdzeniu, którego rozmiar decyduje o kolorze luminescencji, natomiast otoczka odpowiada jedynie za usunięcie defektów powierzchni. Tego typu nanokryształy to np. układy CdSe/CdS, CdSe/ZnS i InAs/CdSe.

### Odwrócony typ I
Dla nanokryształów charakteryzujących się położeniem pasm określanym jako odwrócony typu I, przerwa energetyczna rdzenia jest większa niż powłoki,  odpowiadające mu pasmo walencyjne leży powyżej, a pasmo przewodnictwa poniżej odpowiednich pasm otoczki. Prowadzi to do pułapkowania nośników ładunku tworzących się w rdzeniu przez odpowiednie pasma otoczki. Wynikiem tego jest batochromowe przesunięcie maksimum emisji, a wielkość tego przesunięcia kontrolowana jest przez grubość otoczki. Przykładami takich układów są CdS/HgS, CdS/CdSe i ZnSe/CdSe.

### Typ II
Wyróżnia się dwa warianty nanokryształów rdzeń/otoczka typu II. Dla obu wielkość przerwy energetycznej rdzenia jest mniejsza niż otoczki, natomiast układy różnią się położeniem pasm walencyjnego i przewodnictwa. W pierwszej grupie pasmo walencyjne i pasmo przewodzenia półprzewodnika otoczki znajduje się poniżej odpowiednich pasm rdzenia. W drugiej grupie pasma otoczki znajdują się powyżej pasm rdzenia. Takie różnice w położeniu powodują wyłapywanie nośników jednego typu przez otoczkę. Obecność otoczki zapewnia wysokie wartości wydajności kwantowej luminescencji, natomiast wzrost grubości powoduje batochromowe przesunięcie piku emisji. Przykładami nanokryształów typu II są układy CdTe/CdSe, CdSe/ZnTe, ZnTe/CdTe, CdS/ZnSe, InP/CdS i CuInS
2/CdS.

## Synteza
Synteza nanokryształów rdzeń/otoczka składa się z dwóch etapów. Najpierw otrzymuje się nanokryształy rdzenia o określonym rozmiarze. W drugim etapie, bezpośrednio lub pośrednio po wyodrębnieniu nanokryształów rdzenia z mieszaniny reakcyjnej, nakłada się otoczkę. Wstrzykując na przemian prekursor metalu i niemetalu można kontrolować rozmiar otoczki.

## Zastosowanie
Nanokryształy rdzeń/otoczka otrzymuje się najczęściej w postaci koloidalnej, zawierającej ligandy (hydrofobowe lub hydrofilowe) związane z powierzchnią nanomateriału, co pozwala na uzyskanie stabilnych dyspersji nanokryształów w rozpuszczalnikach niepolarnych i polarnych. Możliwość przetwarzania koloidalnego luminescencyjnego nanomateriału półprzewodnikowego w wodzie wykorzystuje się przede wszystkim do obrazowania in vitro i in vivo materiałów biologicznych. Natomiast dyspersje luminescencyjnych nanomateriałów w rozpuszczalnikach organicznych pozwalają na uzyskanie cienkich warstw luminoforów, co wykorzystuje się w elektronice, przede wszystkim przy otrzymywaniu diod emitujących światło (LED, QD-LED).